# Kajetan Čop
KAJETAN ČOP, Mg.A.
scenograf, režiser in igralec
Rojen  5.8.1974 v Slovenj Gradcu. Magistriral na katedri alternativne in lutkovne scenografije ter na katedri avtorskega gledališča na DAMU - gledališki Akademiji v Pragi. Jeseni 1994 je igral v lutkovni predstavi PETRA SCHUMANA, ustanovitelja znanega BREAD AND PUPPET THEATER, v praškem gledališču ARCHA. Poleti 1995 je s svojo kinetično plastiko »Kralj Lear« sodeloval na PRAŠKEM QUADRIENALU, ki je največja razstava scenografije na svetu. Marca 1998 je ustvaril likovno podobo  predstave OBUTI MAČEK v režiji M. Milčinskega,  v Mariborskem lutkovnem gledališču. 
Od leta 1999 je eden vodilnih članov alternativne gledališke skupine BUREKTEATER, ki ima na  repertoarju lutkovne predstave za otroke in odrasle, pomemben del le-teh je  improvizacija.  Z njo se  Kajetan Čop ukvarja že skoraj 15 let preko metode imenovane DVOGOVORNO UDEJSTVOVANJE, ki jo je študiral v Pragi pri svetovno priznanem pedagogu avtorskega gledališča, Ivanu Vyskočilu. 
V letih 1999 in 2000 je režiral na TV Slovenija triindvajsetdelno otroško lutkovno oddajo VESELA HIŠICA, za katero sta z ženo tudi napisala scenarije. V novembru 2000 je bil asistent režije v SNG Drama Ljubljana pri predstavi BERENIKA  J. Racina, ki jo je režirala Barbara Novakovič. 
V maju 2001 se je udeležil Linhartovega srečanja - gledališke vizije  v Novi Gorici, s svojimi Improvizacijami. 
Istega leta sta z ženo pripravila avtorski  lutkovno - glasbeni afriški projekt LILI GORO za Cankarjev dom, premiera je bila 1.12.2001.
V letu 2002 je sodeloval z  Amaterskim gledališčem Velenje. Režiral je in likovno zasnoval predstavo KRALJ UBU (A. Jarry), ki je sodelovala na domačih (Linhartovo srečanje) in tujih festivalih (Avstrija, Češka).  Leto kasneje je režiral in likovno zasnoval še eno njihovo predstavo: KRPANOVA KOBILA (Ervin Fritz). Vmes je v BUREKTEATRU začel nastopati v glasbeni monodrami – črnem kabareju K.A.F.K.A. (projekt je nastal s finančno podporo Ministrstva za kulturo RS). 
Maja 2003 je postal direktor Zavoda za kulturo Šoštanj, kamor je med drugim leta 2004 pripeljal LINHARTOVO SREČANJE 2004; od leta 2004 pa tudi redno predstavitev uličnih predstav ANE DESETNICE.
V  letu 2003 je bil  državni selektor za Linhartovo srečanje -Vizije in v letu 2004 državni selektor za Linhartovo srečanje - Odrasli odri.  
Od leta 2003 redno sodeluje kot scenograf z LUTKOVNIM GLEDALIŠČEM VELENJE ( PIKINA NEDELJA, RAZBOJNIŠKI ŽIVŽAV, O LJUDEH, ŽIVALIH IN KAMNIH, MEDVEDJA PRAVLJICA, KAKO SE KUHA PRAVLJICA O RDEČI KAPICI, DEKLICA MOMO IN TATOVI ČASA, JANKO IN METKA, SNEŽINKA IN ROŽICA, PETKRAT PIKA!, FRDAMANA PRAVLJICA, METULJČEK CEKINČEK, TRIJE PRAŠIČKI, BIKEC FERDINAND, SVINJSKI PASTIR).
Septembra 2007 je skupaj z ženo [[Alico gostoval v Narodnem bosanskem gledališču (NBP) v Zenici, kjer sta v vlogi avtorskega tima z njihovim igralskim ansamblom naštudirala bosansko narodno pravljico ZLATNA JABLANA IN PRINCEZA PAVICA, ki je dobila zelo pohvalne kritike in so jo odigrali med drugim v zaključku lutkovnega festivala »Zlatna iskra« v srbskem Kragujevcu. 
Leta 2008 sta z ženo pripravila in posnela  novo avtorsko televizijsko nanizanko za TV Slovenija: NOTKOTI, skozi katero se otroci na zabaven način seznanjajo z novimi termini iz teorije glasbe. 
Istega leta je v  »delavnici« BUREKTEATRA nastala  lutkovno – igrana, glasbena, komična  priredba Shakespearovega HAMLETA - HAPRDANS, HAMLET PRINC DANSKI po motivih igre znanega češkega gledališčnika in pedagoga igre, prof. I. Vyskočila. Zgodba o Hamletu videna očmi sodobnega človeka (ki marsikaj „ve“, večinoma pa čisto nič, o psihologiji).
Spomladi leta 2009 je bil sprejet med RDEČE NOSKE in kot klovn redno obiskoval slovenske bolnišnice vse do poletja 2013, ko se je sodelovanje končalo.
Leta 2011 je ustvaril amatersko gledališe v Šoštanju – AGLEDAŠ, ki se je prvič predstavilo javnosti  s predstavo v njegovi režiji in scenografiji „PRILOŽNOSTNI ZDRAVNIK“ (Moliere).Sledile so predstave: monodrama POŠTAR (Milojka Komprej), "IZ ŽIVLJENJA ŽUŽELK" (Karel Čapek, prevod Alice Čop), ter scenski dogodek "ČLOVEŠKA NARAVA: Mače - Šoštanj - New York" avtorjev Kajetan Čop - lutke/Boštjan Perovšek - glasba/Nicole Speletič - izrazni ples. 
Od leta 2014 AGLEDAŠ oz. mentor Kajetan Čop nudi otrokom iz Šoštanja, Velenja in okolice zastonj dramski krožek.